# Muhammad Aladdin
Muhammad Aladdin, también conocido como Alaa Eddin, es un joven escritor egipcio y considerado uno de los prominentes de su generación junto con Ahmed Al-Aidi y Nael Al-Toukhi. Es novelista, escritor de cuentos y ensayista.
Fue elegido uno de los escritores egipcios más importantes del nuevo milenio por la revista egipcia Akhbar Al-Adab en 2011, y es uno de los “seis escritores egipcios que no conoces, pero que debes”, según dijo el escritor norteamericano Pauls Toutonghi en la página web themillions.com.
Su primera novela El Evangelio según Adán (árabe: إنجيل آدم) fue publicada en enero de 2006. Novela que llamó mucho la atención hacia él y que fue halagada por escritores como Bahaa Taher,  Sonallah Ibrahim y Abdul Wahab Al Aswany. Esta novela rompe el formato convencional de este género literario, pues consta de un solo párrafo de 60 páginas escritas en forma de “flujo de conciencia”. Asimismo, un crítico de Al-Ahram indicó el 10 de mayo de 2006 que El Evangelio según Adán refleja "una realidad social que ha perdido toda certeza".
Mohamed Aladdin nació en Bab El Louk el 7 de octubre de 1979, y obtuvo su Licenciatura en 2001 por la Universidad de Helwan, Facultad de Letras, Departamento de Medios de Comunicación, Sección de Prensa.
Aladdin es conocido por su estilo libre, y el 10 de mayo de 2006, Al-Ahram acentuó que su primera novela, el Evangelio según Adán "presentó una nueva experiencia en la escritura que reflejar una nueva etapa u ola de escritura que, sin duda, es un reflejo de la realidad social que ya no tiene ningún tipo de constancias"; que es "un infierno moderno habitado por los ordinarios", según el escritor Tarek Imam en su periódico Akhbar Al-Adab; y que es un "salto cuántico y experimental el texto narrativo contemporáneo en Egipto", tal como subrayó el escritor Ibrahim Farghali en el periódico Al-Nahar (Líbano). Además, en su libro La novela árabe y la búsqueda de renovación, publicado por la revista Dubai Cultural en mayo de 2011, el famoso escritor y crítico marroquí Mohammed Berrada la clasificó como una de las cinco novelas que causaron una renovación en la novela árabe.

## Obras
• La carrera literaria de Aladdin comenzó en 2000, cuando coescribió la serie cómica de juventud Maganin (Locos), publicada por la editorial Al Mobdeoun. Fue su primer encuentro con su coautor, el prominente novelista egipcio Ahmad Alaidy, con quien estableció una fuerte amistad que dura hasta ahora. La serie ha parado en 2002 después de 10 números, algunos de los cuales alcanzaron 20.000 copias en Egipto y el mundo árabe.
• En 2001 comenzó a escribir guiones para el cine y ensayos suaves para 5 números de otra serie titulada Ice Cream, de la misma editorial.
• En 2002 escribió otra serie llamada Comicia para la editorial Dar al-Hussam, de ésta se publicaron 4 números. Además, en 2002 fue uno de dos escritores que participaron en un taller financiado internacionalmente sobre de la creación de libros cómicos. El resultado fue el álbum cómico Las Aventuras del Príncipe Seif Ibn Zi Yazan (El Cairo, de Ahamd El Attar, nd 2004), publicado en árabe, inglés y francés.
• En 2003 publicó su primer libro convencionalmente literario, Al Daffa Al Ukhra (La otra orilla), un volumen de cuentos cortos publicados por la Organización General de Palacios Culturales, órgano del Ministerio de Cultura egipcio. El libro fue bien recibido por lectores y otros escritores por igual.
• En 2004, Aladdin ganó el premio de la Organización General de Palacios Culturales: en un concurso central de pan-egipcio consiguió el tercer puesto por su primera novela inédita, Al Daw'ir (Los círculos). Este mismo año, su segunda novela El vigésimo segundo día (árabe: اليوم الثاني والعشرون), aún inédita en aquel entonces, apareció en la prestigiosa revista literaria Akhbar Al-Adab, para después ser publicada en la editorial egipcia El-'Ain en 2007.
• En 2005, empezó a escribir cómicos para la revista saudita infantil Basem.
• En 2006, fue publicada su primera novela El Evangelio según Adán (árabe: إنجيل آدم), por la editorial Merit.
• En 2008, tuvo 2 nuevos libros publicados: El Idole (árabe: الصنم), novela de la editorial El-'Ain, y La vida secreta del ciudadano M (árabe: الحياة السرية للمواطن م), colección de cuentos cortos de la editorial Mezan. Este mismo año, la segunda edición de El evangelio según Adán fue publicado también por la editorial Mezan.
• En octubre de 2009, su cuento Nuevo Amante, joven amante fue publicado en la cartera de El Cairo de la revista americana A Public Space, y traducido por Humphrey T. Davies (El Edificio Yacoubian, la Puerta del Sol (Novela)).  El cuento fue publicado por primera vez en árabe en noviembre de 2009 por el Consejo Supremo de Cultura egipcio, en una antología especial titulada Los mejores cuentos cortos egipcios.
• En 2009 publicó su cuarta novela El pie (Árabe: القدم) de El-'Ain editorial.
• En 2012 publicó su colección de cuentos cortos Nuevo Amante, joven amante (en árabe: الصغير والحالي), de la editorial Merit. Junto con la traducción americana del cuento que lleva el título principal, una traducción al ruso de uno de los cuentos cortos de la colección, La voz, fue publicada por el prestigioso periódico ruso Moskovskij Komsomolets en su edición de Egipto, traducido por Sarali Gintsburg.

## Otras contribuciones
• En 1993, participó como preadolescente en la Conferencia Mundial de las Naciones Unidas sobre Derechos Humanos en Viena. Era miembro de la Delegación de Juventud Árabe, organizada por el Consejo Árabe de Infancia y Desarrollo.
• En 2004, era miembro de la reunión consultiva de juventud para el cuarto informe sobre el Desarrollo Humano Árabe del Programa de Desarrollo de Naciones Unidas (PDNU).
• En 2004, ha celebrado un taller de escritura creativa para niños de Alejandría gracias bajo la petición de la Biblioteca de Alejandría.
• En 2005, dio una conferencia sobre la escritura creativa en el programa El Grito, dentro del Programa Internacional para la Erradicación del Trabajo Infantil, de la Organización Internacional del Trabajo (OIT) en El Cairo.
• Desde 2005, trabaja como guionista libre de cine.
• Ha participado en la Conferencia de Cuento corto árabe y la Conferencia de Novela árabe, celebradas en 2008 y 2009 respectivamente, y organizadas por el Consejo Superior de Cultura de Egipto.
• En 2010 dio una conferencia sobre su obra en la Sociedad Medio Oriente de la Universidad de Edimburgo.
• En 2010, fue honrado por su universidad, Universidad de Helwan, como uno de los graduados prominentes.